# Drosophila flavopilosa (artundergrupp)
Drosophila flavopilosa är en artundergrupp inom släktet Drosophila, undersläktet Drosophila och artgruppen Drosophila flavopilosa. Artgruppen består av fem arter.

## Arter
- Drosophila acroria Wheeler & Takada in Wheeler et al., 1962
- Drosophila crossoptera Wheeler & Takada in Wheeler et al., 1962
- Drosophila flavopilosa Frey, 1919
- Drosophila hollisae Vilela & Pereira, 1992
- Drosophila lauta Wheeler & Takada in Wheeler et al., 1962